# Bitwa pod kwaGqokli
Bitwa koło wzgórza kwaGqokli – starcie zbrojne, które miało miejsce w roku 1818.
Do bitwy doszło w trakcie walk króla Czaki o niezależność plemienia Zulu. W roku 1818 koło wzgórza kwaGqokli liczebnie mniejsze siły Zulusów starły się z plemieniem Ndwandwe. Bitwa zakończyła się wynikiem nierozstrzygniętym, była jednak moralnym zwycięstwem Czaki, dla którego było to pierwsze starcie jako głównodowodzącego całej armii zuluskiej. Od tego momentu Czaka zaczął podporządkowywać sobie słabsze szczepy.